# Gladstone, Queensland
Gladstone este o localitate în statul Queensland, Australia.